# Gemeentevrij gebied
Een gemeentevrij gebied is een gebied dat niet tot een gemeente behoort. Mensen die in een gemeentevrij gebied wonen, vallen dus niet onder de bevoegdheid van een lokaal gevestigd bestuur, maar onmiddellijk onder die van een hogere administratieve eenheid, zoals een provincie, staat of nationale regering.
Het merendeel van de landen kent geen gemeentevrije gebieden. Voorbeelden hiervan zijn België en Nederland, waar het bij wet bepaald is dat iedere plaats een lokale (gemeentelijke) bestuurslaag heeft. De weinige landen die wel gemeentevrije gebieden kennen, hanteren deze enkel uitzonderlijk. Zo staan enkele zeer afgelegen Noorse eilanden (zoals Jan Mayen en Bouveteiland) direct onder het landsbestuur. In Tsjechië zijn bijvoorbeeld vier militaire basissen gemeentevrij.
De Verenigde Staten, Canada en Australië zijn uitzonderingen, aangezien het overgrote deel van hun grondgebied gemeentevrij is. Vooral in de VS en Canada gaat het daarenboven niet enkel over de uitgestrekte onbewoonde gebieden die beide landen tellen, maar zijn ook ettelijke duizenden dorpen gemeentevrij (unincorporated).

## Australië
In Australië bevinden zich grote unincorporated areas in het Noordelijk Territorium met 9000 kilometer aan wegen. Het grootste deel van Zuid-Australië bevindt zich in de Unincorporated Outback Areas Community Development Trust, een fonds dat de ontwikkeling van de gebieden bekostigt. Het westen en noorden van New South Wales worden ook de Unincorporated Far West Region genoemd. Het gebied is zeer dunbevolkt en rechtvaardigt een gekozen gemeenteraad niet. Een ambtenaar behartigt de belangen van de bevolking vanuit de hoofdstad van de staat.
In de staat Victoria bevinden zich ook nog twee gemeentevrije gebieden, net als op sommige eilandjes buiten de kust.

## Canada
In Canada is een gemeentevrij gebied een plaats of gebied zonder lokaal bestuur, al is het in sommige gevallen wel onderdeel van een regionaal bestuur. Het overgrote deel van de gemeentevrije gebieden in Canada is dunbevolkt of geheel onbewoond gebied, al betreft het ook kleine dorpsgemeenschappen. Bij de Canadese volkstelling zijn bewoonde gemeentevrije gebieden afgebakend als zogenaamde designated places (DPL's). De grenzen van zulke DPL's zijn louter voor statistische doeleinden bedoeld en hebben geen wettelijke status.
Een voorbeeld van een dichtbevolkt en tegelijk gemeentevrij gebied is Sherwood Park, een voorstad van Edmonton. Het zou de zevende stad in de provincie Alberta zijn, ware het niet dat er geen eigen gemeentebestuur ingesteld is. Het bestuur wordt er daarom geregeld door Strathcona County, een specialized municipality (een tussenliggende bestuurslaag).
De provincie Newfoundland en Labrador is een uniek geval binnen Canada, aangezien er geen bestuurslaag aanwezig is tussen het lokale en het deelstaatsniveau. Een groot deel van de gemeentevrije plaatsen valt wel onder een zogenaamd local service district, dat beperkte bevoegdheden kan waarnemen. Daar waar er geen LSD is opgericht, heeft de bevolking echter dus geen enkele vorm van lokaal of semilokaal bestuur.

## Duitsland
Op 1 januari 2025 bezat Duitsland 198 gemeindefreie Gebiete, waarvan er 165 in Beieren lagen. Twee van die gebieden zijn bewoond (Osterheide en Lohheide in Nedersaksen). De overige gebieden zijn niet bewoond, het betreft meestal meren, bosgebieden of militaire (oefen)terreinen. Het grootste van deze gebieden heeft een oppervlakte van 37.176 hectare en ligt in het Harzgebergte.
Het bestuur ligt bij de deelstaat of de landkreis, maar kan worden uitbesteed aan bijvoorbeeld een Forstamt (boswachterij-instantie).
Één gemeentevrije zone, de bedding van de grensrivieren tussen beide landen,  is tevens een condominium van Duitsland en het Groothertogdom Luxemburg.

## Verenigde Staten
In de Verenigde Staten is een unincorporated community een algemene term voor een geografisch gebied met een gemeenschappelijke sociale identiteit zonder dat men een gemeentelijke organisatie of politieke indeling heeft. In de Verenigde Staten kan een stad, dorp of gebied de status van incorporated krijgen wat betekent dat het gebied een eigen bestuur met eigen verantwoordelijkheden kent. Er zijn twee soorten unincorporated community:
- Een gebied of gemeenschap dat binnen een incorporated area ligt, dus binnen een stad of plaats met gemeenteachtige verantwoordelijkheden die door de staat of county toegekend zijn. Een incorporated area is dus de vierde bestuurslaag in de Verenigde Staten. Hoewel dit type plaatsen op zich geen bestuursverantwoordelijkheden heeft, is het geen gemeentevrij gebied (het gaat bijvoorbeeld om een buurtschap binnen een gemeente).
- Een wijk of gemeenschap dat buiten een incorporated area ligt, wat voornamelijk voorkomt in dunbevolkte gebieden. Dit soort van plaatsen beantwoordt wel aan de definitie van een gemeentevrij gebied. Voor statistische redenen kunnen deze plaatsen de status van census-designated place (CDP) krijgen, maar CDP's hebben verder geen wettelijke betekenis.

## Nederland
Hoewel Nederland in 2008 geheel in gemeenten is onderverdeeld, is dat in het recente verleden anders geweest. Niet bij een gemeente ingedeelde gebieden werden door een landdrost bestuurd. Dergelijke gebieden waren de drostambten Elten en Tudderen, onderdeel van de na de Tweede Wereldoorlog door Nederland geannexeerde gebieden, en het Openbaar Lichaam Zuidelijke IJsselmeerpolders, dat tot 1996 heeft bestaan, en dat die delen van het Markermeer en de Oostelijke en Zuidelijke Flevopolder bestuurde die niet bij een gemeente waren ingedeeld.
De Waddenzee was evenmin ingedeeld en viel niet onder het bestuur van een gemeente. Dat gaf weleens ongerief als een kind geboren werd op de boot: een dergelijk kind moest volgens de wet bij het bevolkingsregister van Den Haag worden aangegeven.